# Brzezie (Opole)
Pour les articles homonymes, voir Brzezie.
Brzezie est une localité polonaise du gmina de Dobrzeń Wielki dans la voïvodie et le powiat d'Opole.